# Marino Zanatta
Marino Zanatta, né le 8 février 1947, à Milan, en Italie, est un ancien joueur italien de basket-ball. Il évolue durant sa carrière aux postes d'arrière et d'ailier.

## Palmarès
- 3e du championnat d'Europe 1971, 1975
- Champion d'Italie 1973, 1974, 1977, 1978
- Coupe d'Italie 1973
- Coupe des clubs champions 1972, 1973, 1975, 1976
- Coupe intercontinentale 1973